# Emden, Börde
Emden (Landkreis Börde) este o comună din landul Saxonia-Anhalt, Germania.